# Быков, Андрей Михайлович
Андрей Михайлович Быков (род. в 1956 году) — российский учёный-астрофизик, специалист в области физики нелинейных явлений, астрофизики и астрономии. 
Член-корреспондент РАН с 2019 года, академик РАН с 2025 года. Член бюро Отделения физических наук РАН (2022), член президиума Санкт-Петербургского отделения академии (2023).
Профессор кафедры космических исследований Санкт-Петербургского политехнического университета, заведующий лабораторией «Астрофизика высоких энергий» Физико-технического института им. А. Ф. Иоффе.
Автор и соавтор более двухсот научных работ.

## Награды
- Медаль ордена «За заслуги перед Отечеством» II степени (5 февраля 2024 года) — за большой вклад в развитие отечественной науки, многолетнюю плодотворную деятельность и в связи с 300-летием со дня основания Российской академии наук[3]
- Премия имени А. Ф. Иоффе в области физики и астрономии (2018 год) — за создание нелинейной теории излучения космических объектов с экстремальным энерговыделением, внесшее весомый вклад в астрофизику высоких энергий[4]
- Медаль Оптического общества им. Д. С. Рождественского (2006 год)